# 甘布里吉球館
甘布里吉球館（英語：Gainbridge Fieldhouse）是一座位於美國印第安納州印第安納波里斯的室內體育館。
現為國家籃球協會（NBA）印第安納溜馬與國家女子籃球聯盟（WNBA）印第安納狂熱的主場。

## 歷史
該場館興建於1997年7月22日，啟用於1999年11月6日，由康赛科公司冠名為康赛科球馆（Conseco Fieldhouse）。從此取代印第安納溜馬於1974年至1999年使用的市場廣場球場（Market Square Arena），在此進行的第一場比賽是1999年11月6日，由印第安納溜馬在主場對上波士顿凯尔特人。2002年，世界篮球锦标赛也有部分賽事在此舉辦。2011年，球場改由Bankers Life冠名。2021年9月27日再度更為現名。

## 圖片集

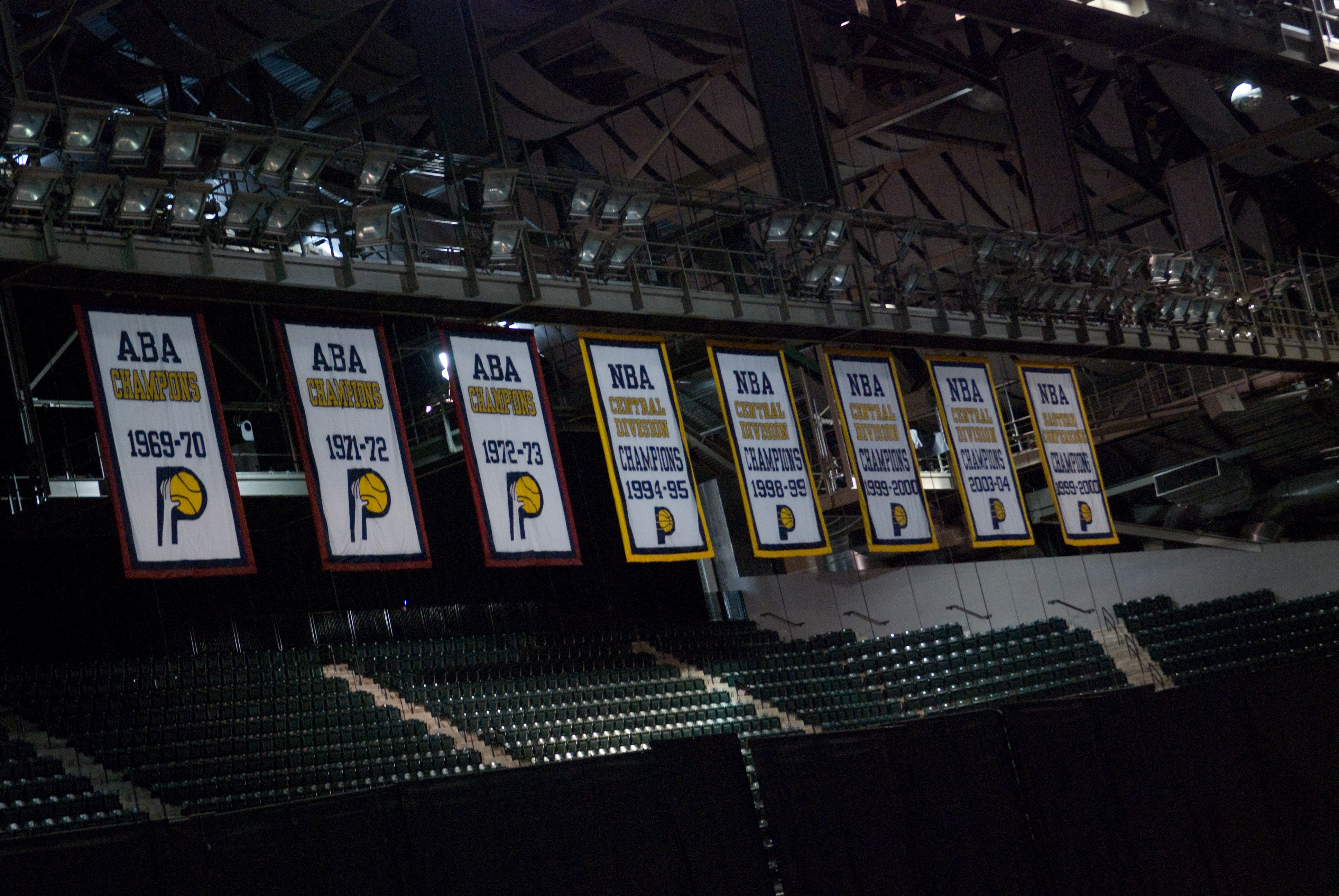
球館內部
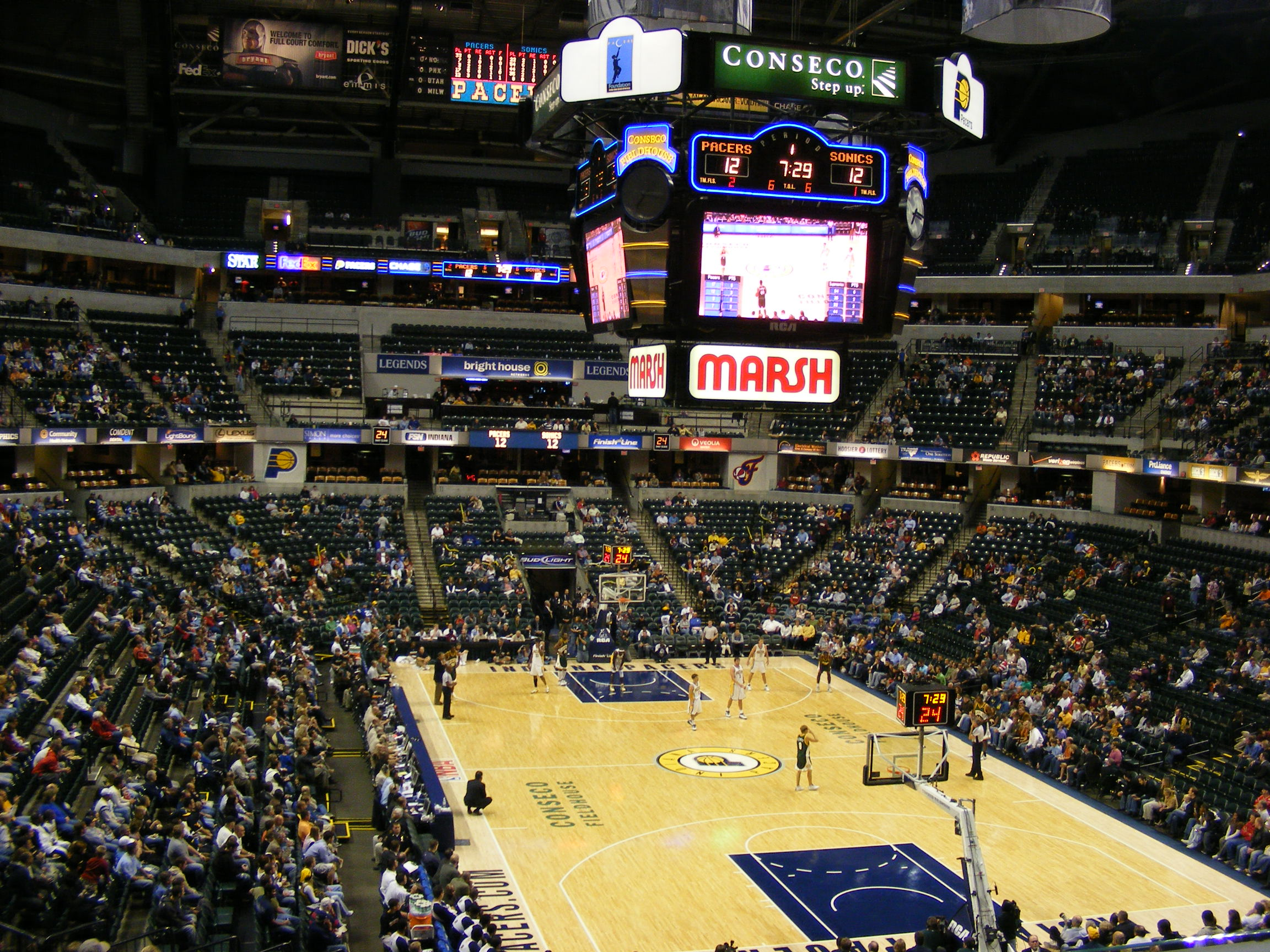
球館內部
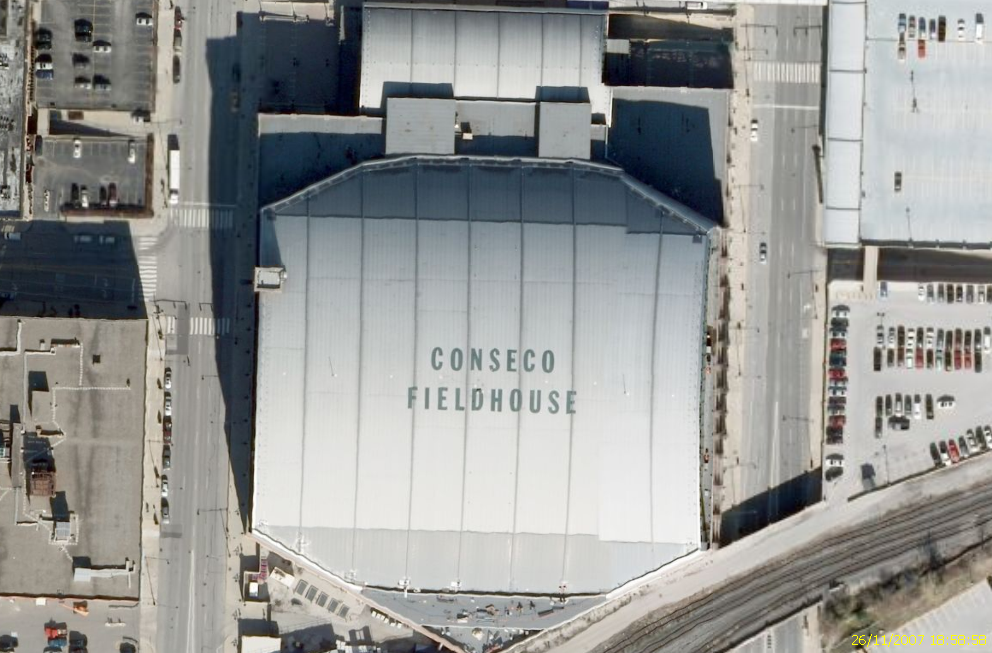
球館空拍圖
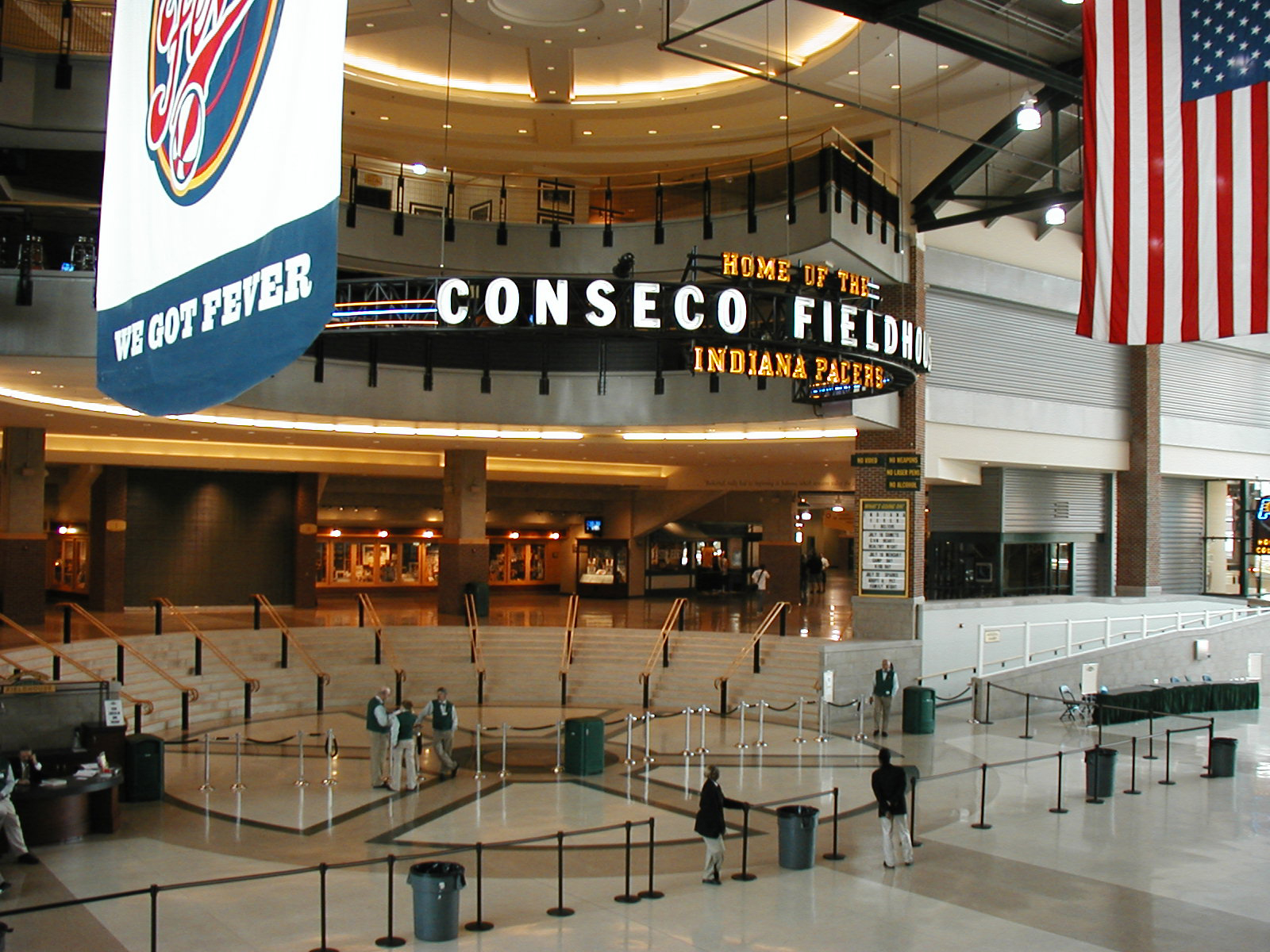
球館內部

## 外部連結
- 球馆官方网页 （页面存档备份，存于） （英文）